# Vòng tròn ma pháp

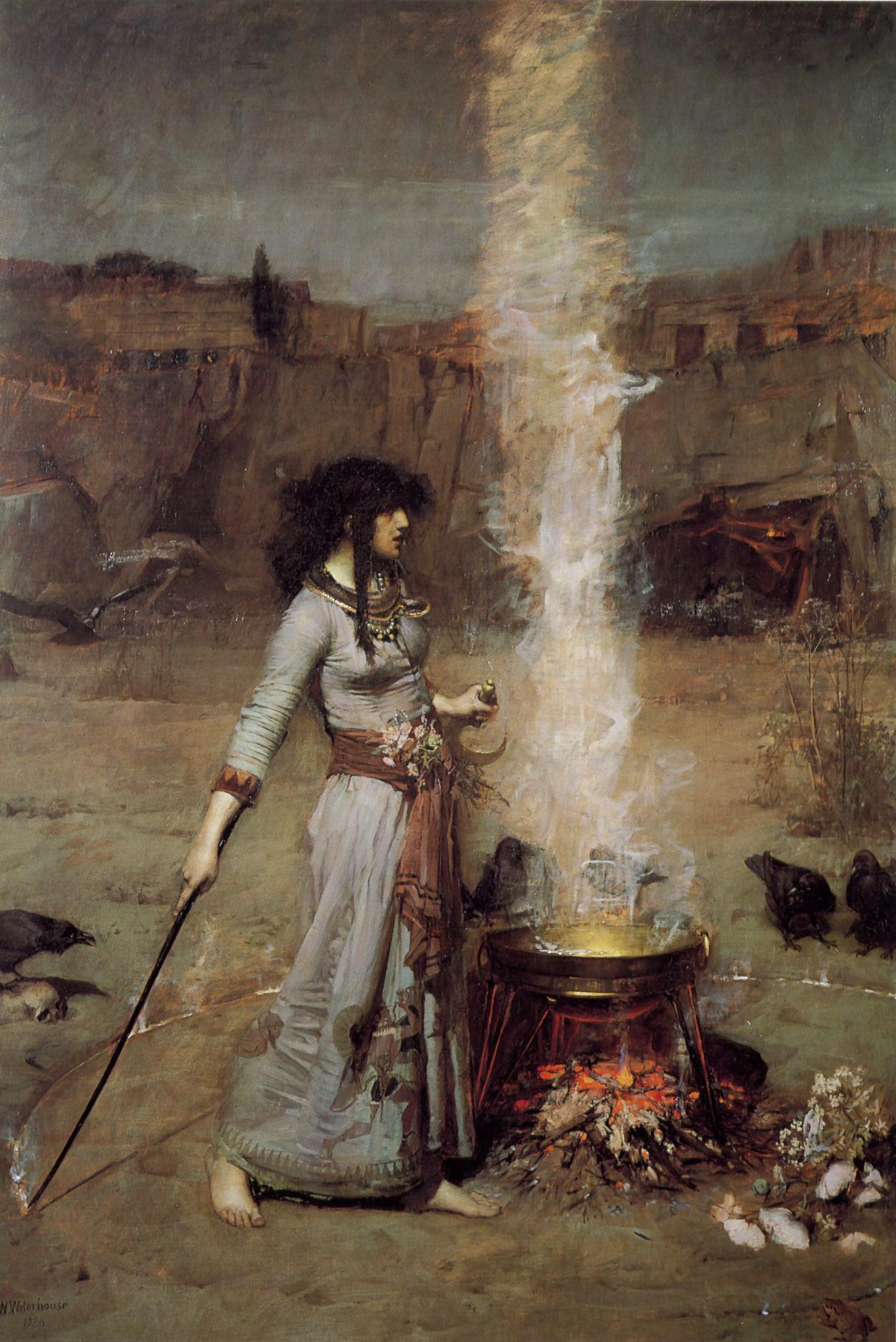
Vòng tròn ma pháp, vẽ bởi John William Waterhouse (1886)

Ma pháp trận, ma pháp viên, vòng tròn ma pháp hay kết giới là một không gian bảo vệ mang tính tâm linh, phép thuật có thể thực hiện được. Kết giới được lập bởi các pháp sư (hay kết giới sư), thuật sĩ, phù thủy cao tay ấn và thường dùng để bảo vệ người đó hoặc những người đặc biệt, những bảo vật bị dòm ngó bởi tà ma. Ngoài ra kết giới còn do tự bản thân một vật có tính pháp thuật tiết ra để bảo vệ chính nó.

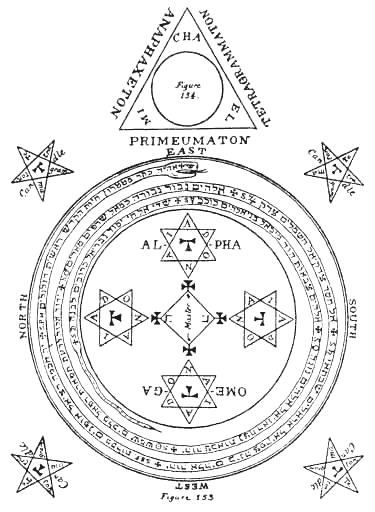
Một Vòng tròn ma pháp solomonic với một tam giác gọi hồn ở phía đông. Vòng tròn sẽ được vẽ trên mặt đất, và pháp sư sẽ đứng trong phạm vi bảo vệ của vòng tròn trong khi linh hồn đã được triệu hồi vào hình tam giác.

## Giải nghĩa
Không gian theo 
- tiếng Nhật là Kekkai (Nhật: 结界 (Kết giới) Hepburn: Kekkai?) là ranh giới, giới hạn tạo bởi thắt nút, liên kết hoặc En (Nhật: 円 (Viên) Hepburn: En?) là hình tròn
- tiếng Trung là tiếng Trung: 陣; Hán-Việt: Trận; bính âm: Zhèn là mặt trận, chiến trường

Tính tâm linh, phép thuật theo tiếng Nhật và tiếng Trung là Mahō (Nhật: 魔法 (Ma pháp) Hepburn: Mahō, En), tiếng Trung: 魔法; Hán-Việt: Ma pháp; bính âm: Mófǎ là những phép tắc, khuôn mẫu, hiện tượng thần bí vượt ra ngoài hiểu biết khoa học

## Hình Ảnh

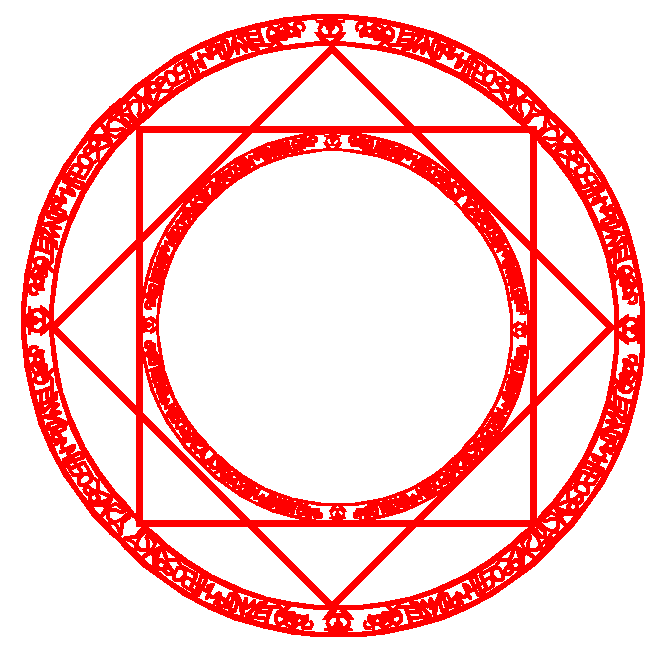
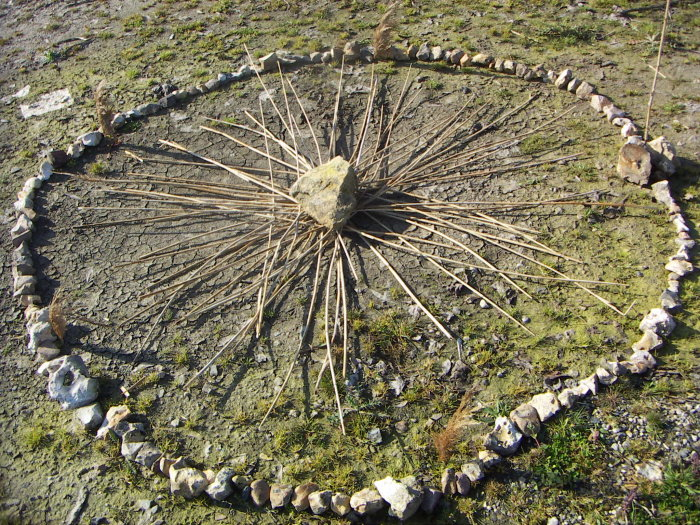